# Serer (folk)
Serer (även Sereer, Seereer, Serere, Sérère, Sereeri, Sarer eller Kegueme) är en folkgrupp i Västafrika. De är den tredje största etniska gruppen i Senegal, där de utgör 17% av befolkningen. De finns också i norra Gambia och södra Mauretanien.

## Historia

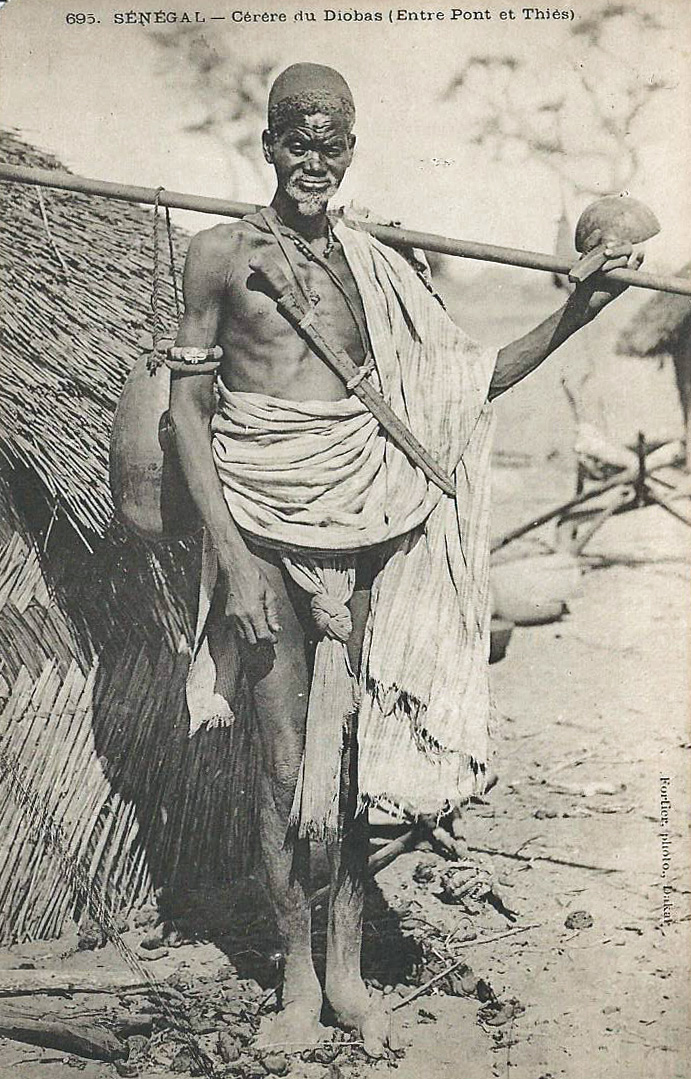
Äldre man (serer), vykort från Senegal, tidigt 1900-tal.

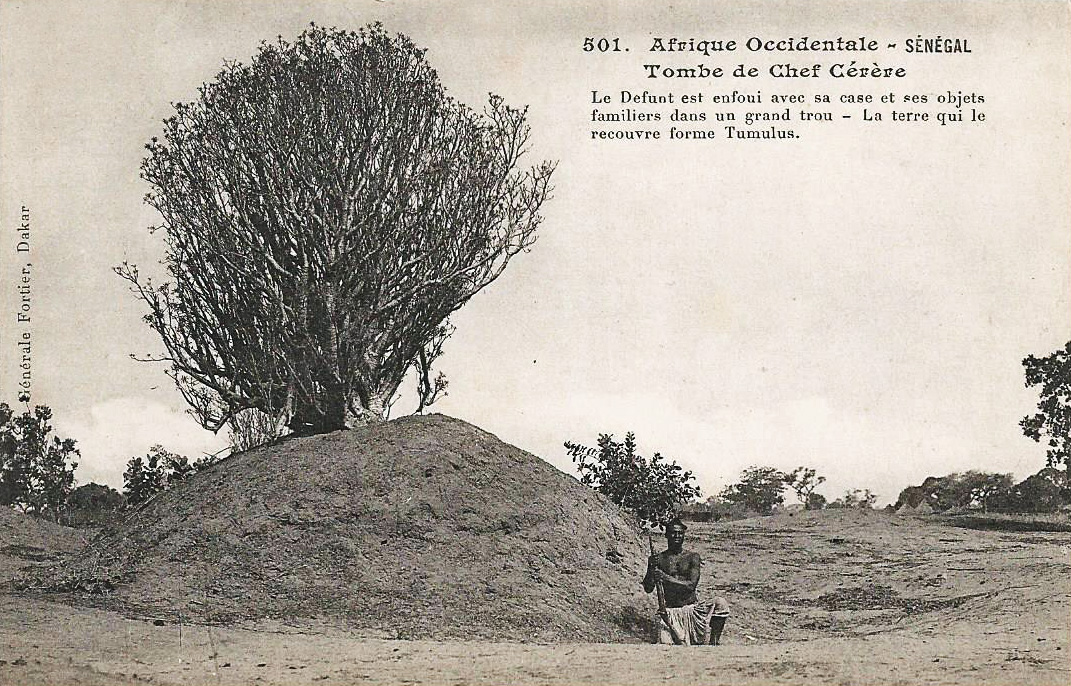
Kungagrav, vykort från Senegal, tidigt 1900-tal.

Sererna har sitt ursprung i Senegambia eller Mauretanien. Senegambia är ett historiskt namn för en region i Västafrika mellan Senegalfloden i norr och Gambiafloden i söder, motsvarande dagens Senegal och Gambia.
En teori är att de kom från Kaabu (Ngabou) i Casamance (ett område i Senegal söder om Gambia inklusive Casamancefloden) för ungefär 400 år sedan efter ett inbördeskrig som följde efter en framstående kungs död. Krigsförlorarna flydde förbi Foni över Gambiafloden och bosatte sig slutligen i Mbissel, i dagens Senegal. Soninke-Marabout-krigen (1850–1856) fördrev emellertid dem ännu en gång och några tusen flyktingar anlände så småningom till Barra och senare Banjul, som ligger på var sin sida av Gambiaflodens utlopp.
En annan teori är att de ursprungligen kom från territorierna norr om Senegal (förmodligen i området runt Senegalfloden, som är en naturlig gräns mellan Senegal och Mauretanien), men tvingades av starkare makt att flytta till Futa Toro i Senegal (ett område runt den mittersta delen av Senegalfloden som gränsar till Mauretanien), där de kom under dominans av folkgruppen tukulor. Senare, runt 1100-talet, tvingade wolof-folket dem att flytta söderut till Sine-Saloum. De etablerade där små distrikt som senare expanderade till att omfatta dagens gambiska distrikt Wuli och Niani, men Sine-Saloum kom att styras av mandinka-folket. Serernas tradition, kultur och samhälle fick dock så stor betydelse att mandinka-folket i dessa områden absorberade deras språk, seder och kultur.
Sine-Saloum är en region i Senegal, norr om Gambia och söder om Petit Côte. För länge sedan låg här de av sererna grundade och rivaliserande kungarikena Sine och Saloum.

## Samhälle

Svärd tillverkat av serer-folket i Senegal, ur Världskulturmuseets samlingar. Från Kolonialutställningen i Göteborg 1931.

Ursprungligen levde sererna i ett klasslöst samhälle. Detta övergick till en social struktur bestående av fem samhällsklasser efter att mandinka-folket erövrat delar av Västafrika (inklusive Senegal och Gambia) under 1500-1800-talen. Överst i hierarkin fanns den härskande adeln, med blodsband till mandinka-folket. Under adeln fanns tyeddo (krigarna) som omgav adeln. Den tredje klassen var jambur, de fria medborgarna (bönderna). Under dessa fanns en grupp lägre klasser baserade på yrke; hantverkare (inklusive smeder, vävare, juvelerare, läderarbetare och snickare) och musiker (grioter, som genom sång och musik höll den muntliga traditionen levande). Slutligen, längst ner i hierarkin, fanns slavarna, dels de inhemska (födda av slavar), dels de som köpts på slavmarknader eller fångats i krig. Strukturen lever kvar till viss del även idag.

## Försörjning
Traditionellt är sererna kända för jordbruk (hirs, ris och en mängd andra grödor, inklusive trädgrödor), men också fiske, båtbyggnad och djurhållning (nötkreatur, får och getter). Handeln, som bedrivs på vanliga marknader, är välutvecklad.

## Språk och demografi
Sererna kan indelas i två huvudgrupper - de som talar serer (serer-sine) och de som talar något av cangin-språken. Serer, som är nära besläktat med wolof, fula och temne, är det största och talas av de tre undergrupperna seex (seeh), niominka och jegeem. Seex är den största av dessa undergrupper och finns i hela Senegambia-regionen och i Mauretanien. Cangin talas i ett litet område öster om Dakar, Senegal, av de fem undergrupperna saafi (språk: safen eller saafi-saafi), ndut (språk: ndut), noon (språk: noon), waro (språk: palor eller sili-sili) och laalaa (språk: lehar eller laalaa). Serer och safen (saafi-saafi) är officiellt erkända språk i Senegal. Serer och cangin tillhör båda den atlantiska grenen av språkfamiljen Niger-Kongo.

## Religion

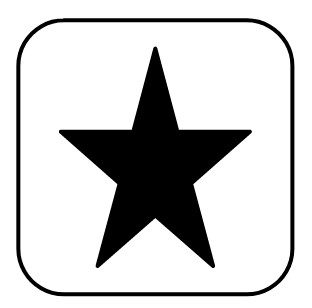
Yoonir, symbolen för Universum.

Ungefär 85% av sererna är muslimer och de flesta övriga kristna. Sererna motsatte sig expansionen av islam under 1800-talet. Efter den franska koloniseringen av Senegal konverterade dock många till islam och i början av 1910-talet hade nästan hälften (ca 40%) konverterat. Den traditionella tron på en universell högsta gudom som kallas Roog (eller Rog) lever kvar i mindre omfattning. Bland de cangin-talande sererna har skaparen många namn, såsom Koox (Kooht), Kopé Tiatie Ca och Kokh Ko.
En av de viktigaste kosmologiska stjärnorna kallas Yoonir, en symbol för Universum och bara en av många religiösa symboler inom serernas religion och kosmologi. Den är den klarast lysande stjärnan på natthimlen, även känd som Sirius eller hundstjärnan, huvudstjärnan i stjärnbilden Stora hunden.

## Musik

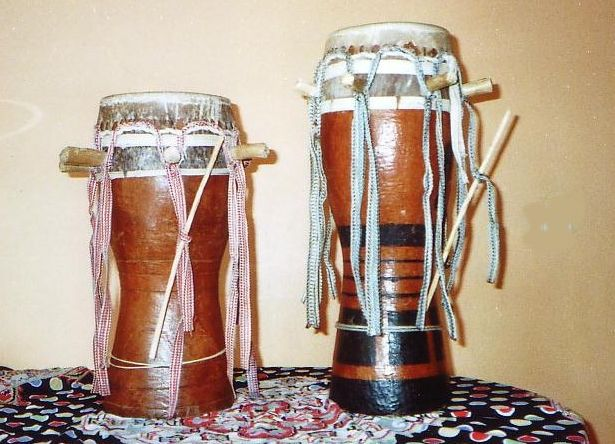
Sabar-trummor från Senegal.

Trummor av olika slag är ett viktigt inslag i senegalesisk och gambisk musik, bl.a. nder (solotrumma), sabar (rytmtrumma) och tama (talande trumma; engelska: talking drum). 
Sererna är kända för de två musikaliska traditionerna njuup och tassu. Njuup är en religiös sångövning kopplad till nduts initieringsrit. Tassu är ett sätt att deklamera religiösa verser.
Inom njuup-traditionen fick unga pojkar komponera religiösa sånger för att få bort tankarna från den väntande omskärelsen och för att utveckla sin konstnärliga färdighet och andlighet. Njuup är föregångaren till mbalax, den populärmusik som uppkom i Senegal i början av 1970-talet. Mbalax föddes efter att framstående senegalesiska artister som Youssou N'Dour (som själv är serer) började integrera njuup i sina tidiga verk. Andra som sjungit njuup i sin renaste form är Rémi Jegaan Dio och Yandé Codou Sèn, som båda har turnerat i Europa.
Tassu användes ursprungligen endast i rent religiösa sammanhang, men dess användning har, liksom njuup, spritt sig till populärmusiken.
Sabar är en traditionell trumma från Senegal som också spelas i Gambia. Den spelas vanligtvis med en hand och en pinne. Det är också namnet på den musikstil som spelas med denna trumma. Den förekom ursprungligen i kungariket Sine och spred sig senare till kungariket Saloum. Vissa av trumteknikerna som används i sabar har sitt ursprung i njuup. En av de mest kända utövarna av denna musikstil är den senegalesiske artisten Doudou N´Diaye Rose.